# W Цефея
W Цефея (англ. W Cephei) — переменная звезда в созвездии Цефея. W Цефея является полуправильной переменной звездой типа SRC; имеет необычные эмиссионные линии в инфракрасном спектре.